# 동북로 (대구)
동북로(Dongbuk-ro)는 대한민국의 대구광역시 북구 산격동에서 시작하여, 효목동을 거쳐 연결하는 도로이다.

## 노선 경로
- 노원로와 직결 (국도 제4호선, 국도 제25호선 ; 칠곡 · 서대구 방향)
- 침산교 (신천)
- 침산교교차로 - 신격동로
- 연암네거리 - 연암로
- (이름 없음) - 호국로
- 산격중학교앞 - 산격로
- 북현오거리 - 검단로, 대학로, 공항로
- 북현네거리 - 북현로, 경대로
- 큰고개오거리 - 아양로, 신암남로
- 경부선철도육교 - 경부선
- (이름 없음) - 동부로
- (이름 없음) - 효목로
- 효목네거리 - 화랑로 (국도 제4호선)
- 무열로와 직결 (국도 제25호선 ; 경산 방향)